# Saint-Robert (Corrèze)
Pour les articles homonymes, voir Saint-Robert.
Saint-Robert est une commune française située dans le département de la Corrèze, en région Nouvelle-Aquitaine.

## Géographie

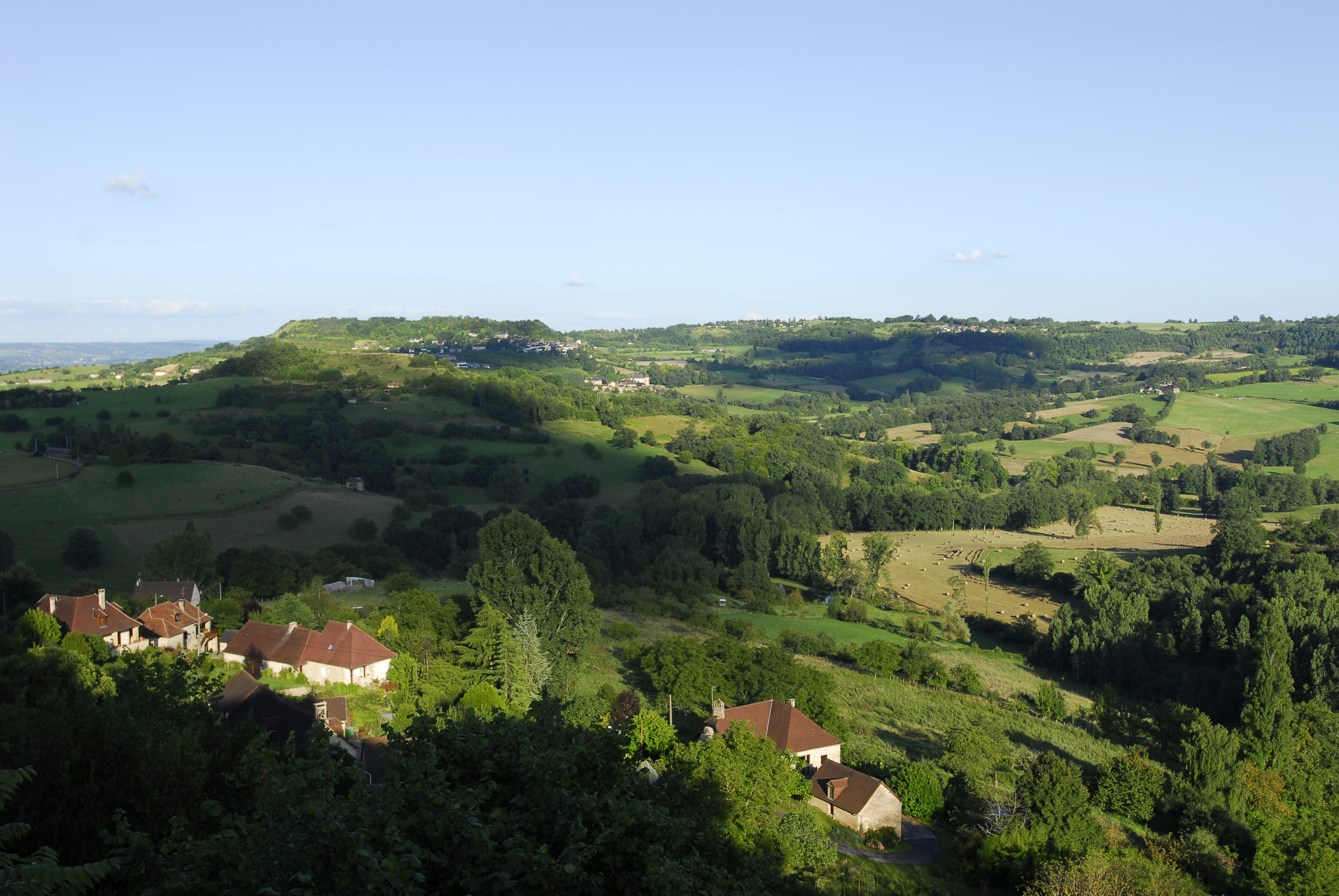
L'Yssandonnais vu depuis Saint-Robert.

Saint-Robert est un village rural de l'Yssandonnais dans la Corrèze, limitrophe du département de la Dordogne, situé à 9 km à vol d'oiseau à l'ouest d'Objat, à 22 km  au nord-ouest de Brive-la-Gaillarde, et à 46 km au nord-est de Périgueux

### Communes limitrophes
Saint-Robert est limitrophe de quatre autres communes dont une en Dordogne : Coubjours au sud-ouest. Au nord, le territoire de Rosiers-de-Juillac est distant de moins de 200 mètres.
| Segonzac             |              |      |
|                      | Saint-Robert | Ayen |
| Coubjours (Dordogne) | Louignac     |      |

### Hydrographie
La commune est bordée au sud-est par l'Elle, un affluent de la Vézère et donc un sous-affluent de la Dordogne.

### Climat
Pour des articles plus généraux, voir Climat de la Nouvelle-Aquitaine et Climat de la Corrèze.
Historiquement, la commune est exposée à un climat océanique aquitain.
En 2020, Météo-France publie une typologie des climats de la France métropolitaine dans laquelle la commune est exposée à un climat océanique altéré et est dans la région climatique Ouest et nord-ouest du Massif Central, caractérisée par une pluviométrie annuelle de 900 à 1 500 mm, maximale en automne et en hiver.
Pour la période 1971-2000, la température annuelle moyenne est de 11,8 °C, avec une amplitude thermique annuelle de 14,8 °C. Le cumul annuel moyen de précipitations est de 1 028 mm, avec 13 jours de précipitations en janvier et 7,5 jours en juillet. Pour la période 1991-2020, la température moyenne annuelle observée sur la station météorologique la plus proche, située sur la commune de Voutezac à 12 km à vol d'oiseau, est de 12,2 °C et le cumul annuel moyen de précipitations est de 1 014,2 mm,. Pour l'avenir, les paramètres climatiques de la commune estimés pour 2050 selon différents scénarios d’émission de gaz à effet de serre sont consultables sur un site dédié publié par Météo-France en novembre 2022.

## Urbanisme

### Typologie
Au 1er janvier 2024, Saint-Robert est catégorisée commune rurale à habitat dispersé, selon la nouvelle grille communale de densité à 7 niveaux définie par l'Insee en 2022.
Elle est située hors unité urbaine. Par ailleurs la commune fait partie de l'aire d'attraction de Brive-la-Gaillarde, dont elle est une commune de la couronne,. Cette aire, qui regroupe 80 communes, est catégorisée dans les aires de 50 000 à moins de 200 000 habitants,.

### Occupation des sols
L'occupation des sols de la commune, telle qu'elle ressort de la base de données européenne d’occupation biophysique des sols Corine Land Cover (CLC), est marquée par l'importance des territoires agricoles (81,5 % en 2018), une proportion sensiblement équivalente à celle de 1990 (81,8 %). La répartition détaillée en 2018 est la suivante :
prairies (47 %), zones agricoles hétérogènes (34,5 %), forêts (14 %), zones urbanisées (4,5 %).
L'évolution de l’occupation des sols de la commune et de ses infrastructures peut être observée sur les différentes représentations cartographiques du territoire : la carte de Cassini (XVIIIe siècle), la carte d'état-major (1820-1866) et les cartes ou photos aériennes de l'IGN pour la période actuelle (1950 à aujourd'hui).

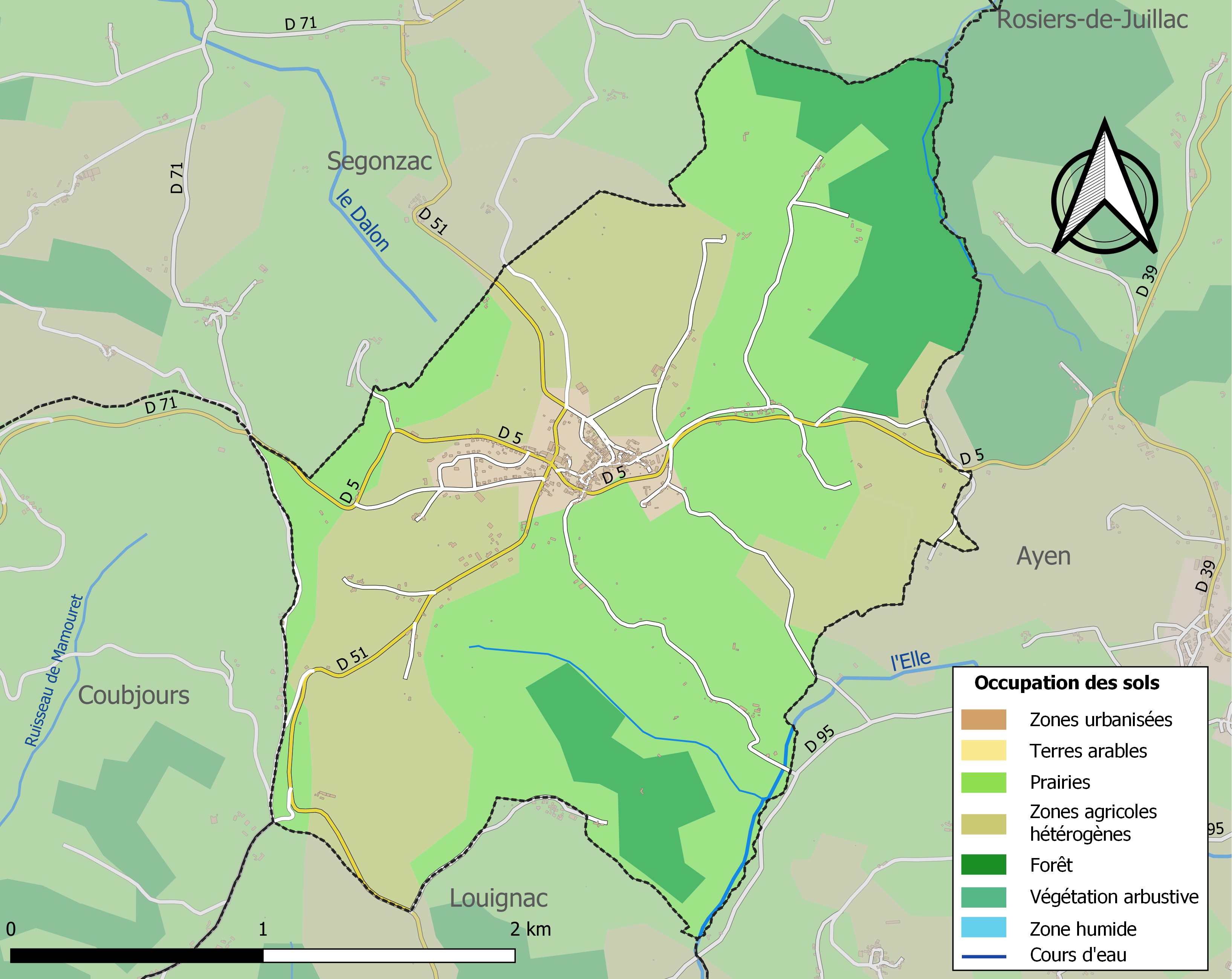
Carte des infrastructures et de l'occupation des sols de la commune en 2018 (CLC).

### Morphologie urbaine
Perchée à 345 mètres d’altitude, la cité millénaire s’organise autour de son église fortifiée du XIIe siècle.

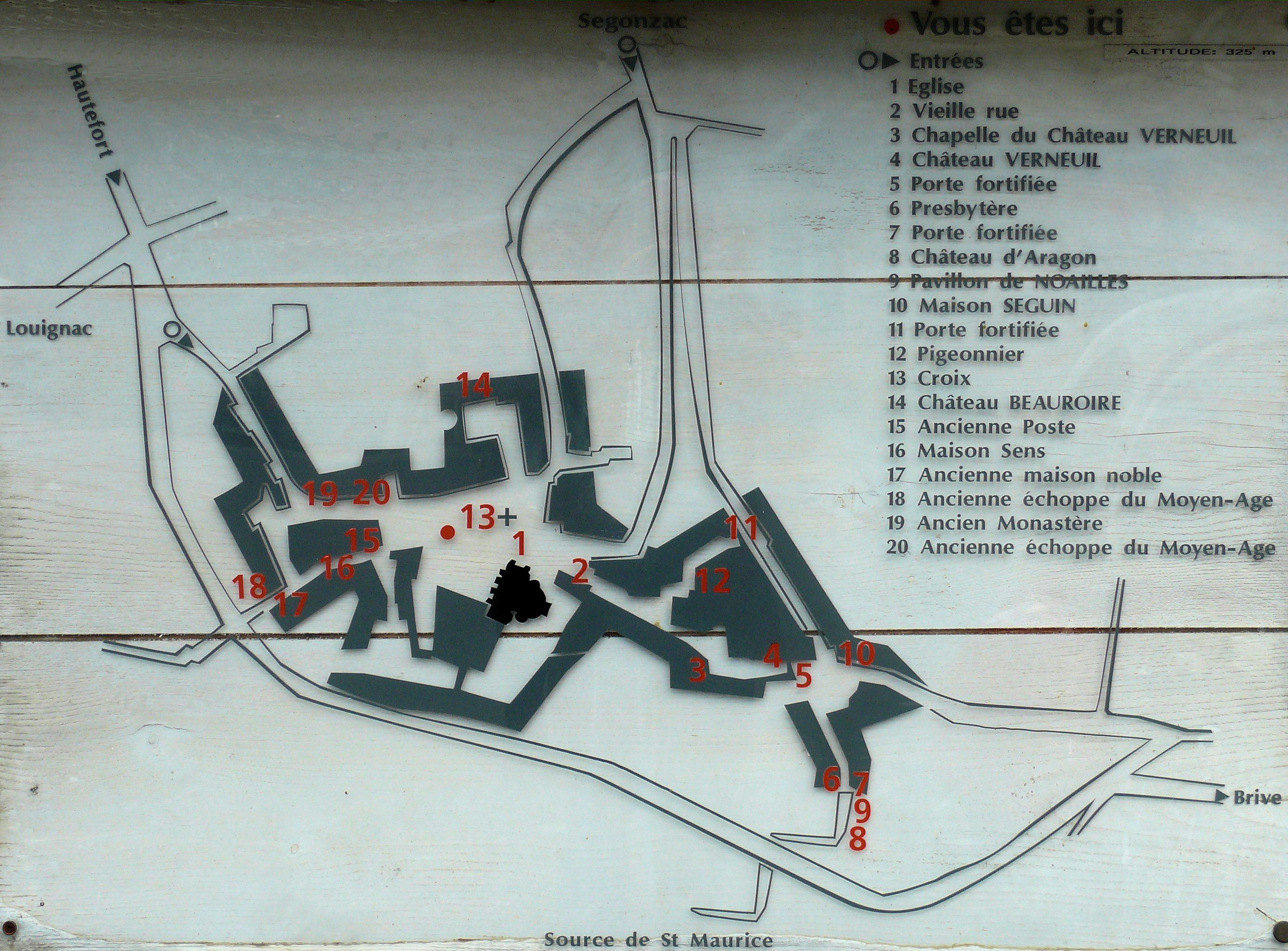
Plan de la commune.

### Habitat et logement
En 2018, le nombre total de logements dans la commune était de 253, alors qu'il était de 256 en 2013 et de 241 en 2008.
Parmi ces logements, 58,1 % étaient des résidences principales, 26,3 % des résidences secondaires et 15,7 % des logements vacants. Ces logements étaient pour 97,2 % d'entre eux des maisons individuelles et pour 2,8 % des appartements.
Le tableau ci-dessous présente la typologie des logements à Saint-Robert en 2018 en comparaison avec celle de la Corrèze et de la France entière. Une caractéristique marquante du parc de logements est ainsi une proportion de résidences secondaires et logements occasionnels (26,3 %), très supérieure à celle du département (15,1 %) et à celle de la France entière (9,7 %). Concernant le statut d'occupation de ces logements, 83,8 % des habitants de la commune sont propriétaires de leur logement (83,6 % en 2013), contre 68,5 % pour la Corrèze et 57,5 % pour la France entière.
| Typologie                                               | Saint-Robert | Corrèze | France entière |
| ------------------------------------------------------- | ------------ | ------- | -------------- |
| Résidences principales (en %)                           | 58,1         | 73,8    | 82,1           |
| Résidences secondaires et logements occasionnels (en %) | 26,3         | 15,1    | 9,7            |
| Logements vacants (en %)                                | 15,7         | 11,1    | 8,2            |

### Risques majeurs
Le territoire de la commune de Saint-Robert est vulnérable à différents aléas naturels : météorologiques (tempête, orage, neige, grand froid, canicule ou sécheresse), feux de forêts, mouvements de terrains et séisme (sismicité très faible). Il est également exposé à un risque particulier : le risque de radon. Un site publié par le BRGM permet d'évaluer simplement et rapidement les risques d'un bien localisé soit par son adresse soit par le numéro de sa parcelle.

#### Risques naturels

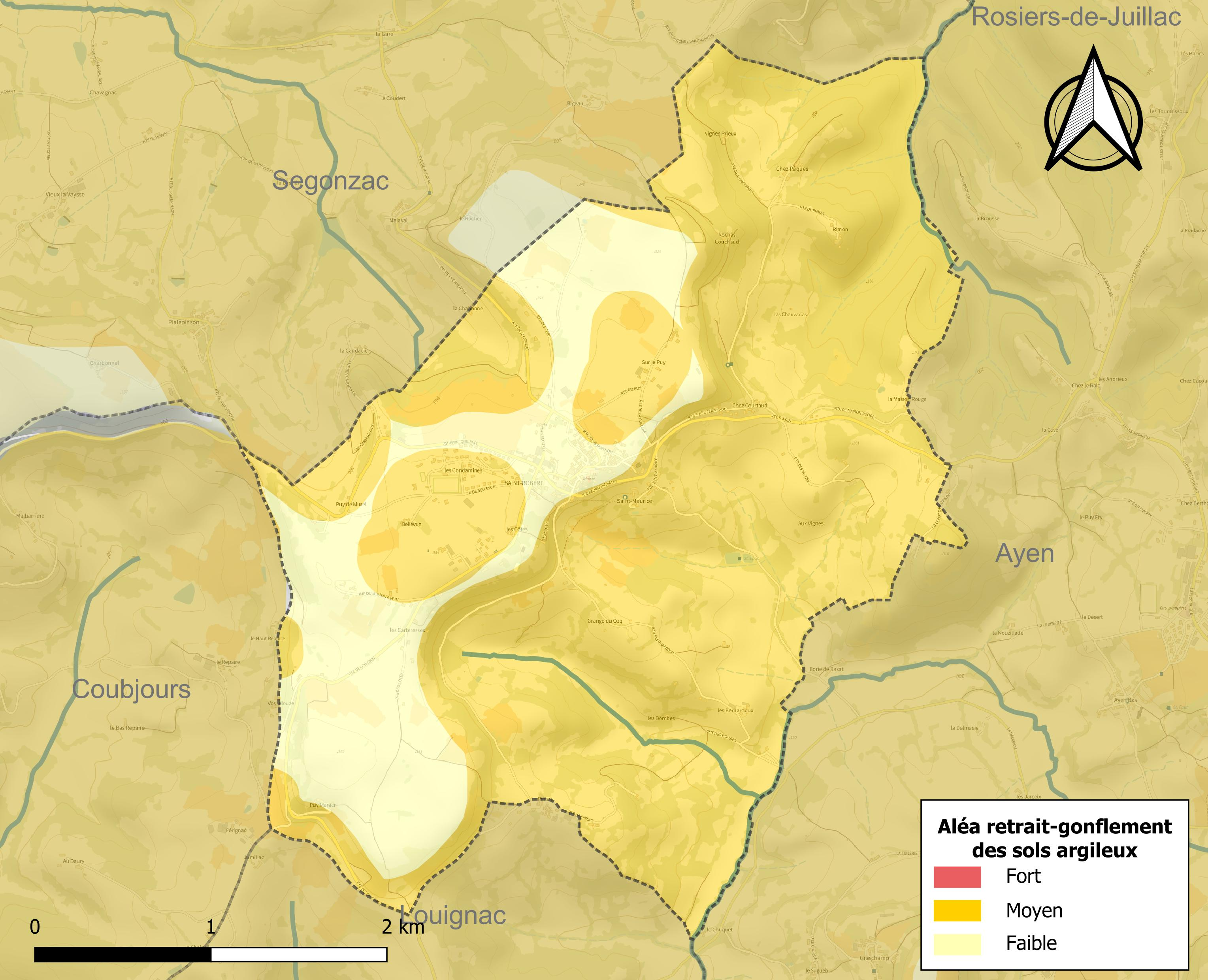
Carte des zones d'aléa retrait-gonflement des sols argileux de Saint-Robert.

La commune est vulnérable au risque de mouvements de terrains constitué principalement du retrait-gonflement des sols argileux. Cet aléa est susceptible d'engendrer des dommages importants aux bâtiments en cas d’alternance de périodes de sécheresse et de pluie. 79,4 % de la superficie communale est en aléa moyen ou fort (26,8 % au niveau départemental et 48,5 % au niveau national). Sur les 259 bâtiments dénombrés sur la commune en 2019,  114 sont en aléa moyen ou fort, soit 44 %, à comparer aux 36 % au niveau départemental et 54 % au niveau national. Une cartographie de l'exposition du territoire national au retrait gonflement des sols argileux est disponible sur le site du BRGM,.
Concernant les feux de forêt, aucun plan de prévention des risques incendie de forêt (PPRIF) n’a été établi en Corrèze, néanmoins le code de l’urbanisme impose la prise en compte des risques dans les documents d’urbanisme. Le périmètre des servitudes d'utilité publique et des zones d'obligation légale de débroussaillement pour les particuliers est quant à lui défini pour la commune dans une carte dédiée.

#### Risque particulier
Dans plusieurs parties du territoire national, le radon, accumulé dans certains logements ou autres locaux, peut constituer une source significative d’exposition de la population aux rayonnements ionisants. Certaines communes du département sont concernées par le risque radon à un niveau plus ou moins élevé. Selon la classification de 2018, la commune de Saint-Robert est classée en zone 3, à savoir zone à potentiel radon significatif.

## Toponymie
En occitan, le nom de la commune est Sent Robèrt.
Les habitants sont appelés les Saint-Robertois.

## Histoire
Sous la Révolution française, pour suivre un décret de la Convention, la commune porte les noms de Bel-Air et de Mont-Bel-Air.

## Politique et administration

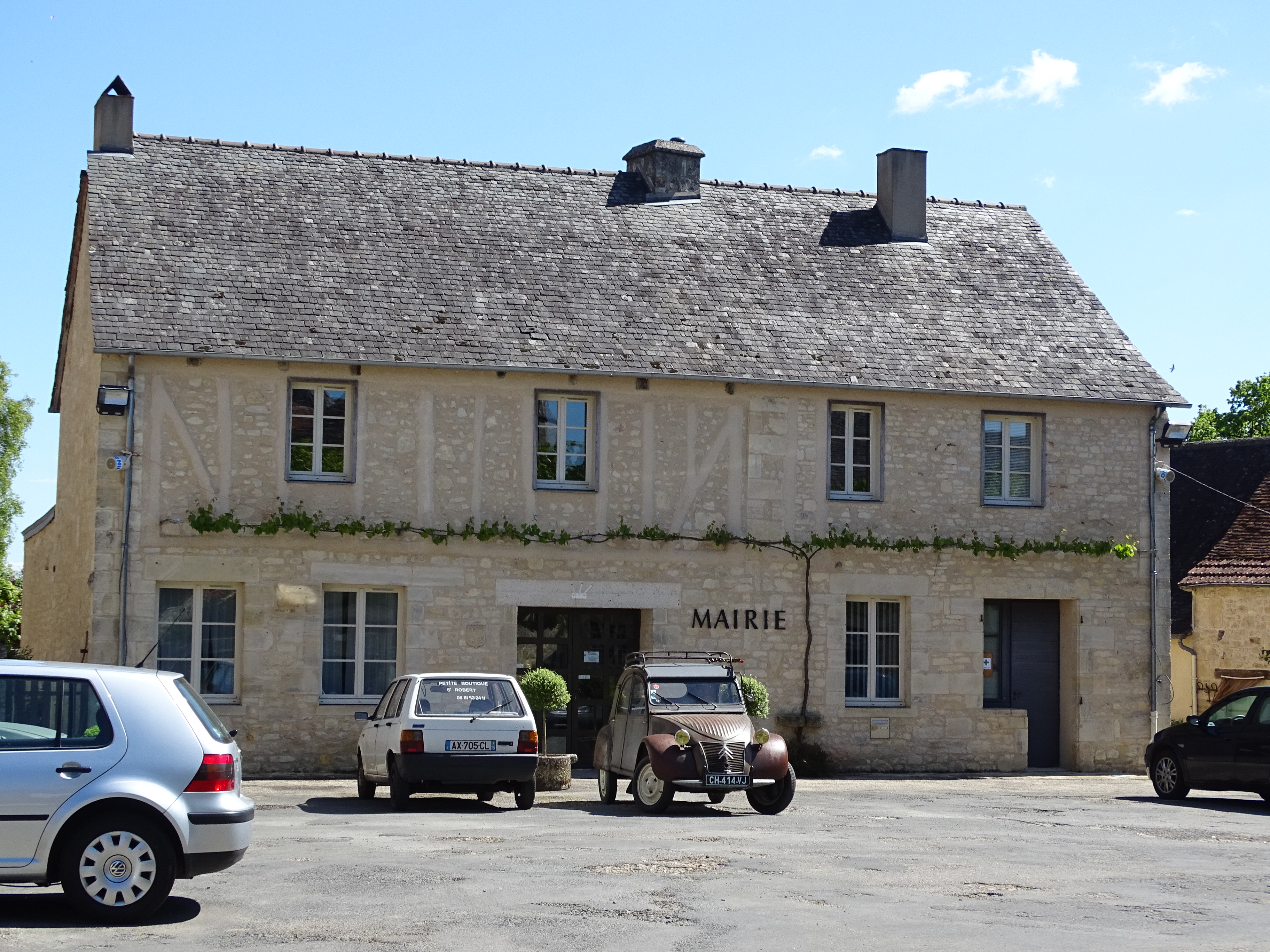
La mairie.

### Rattachements administratifs et électoraux

#### Rattachements administratifs
La commune se trouve dans l'arrondissement de Brive-la-Gaillarde du département de la Corrèze.
Après avoir été fugacement chef-lieu de canton de 1793 à 1801, Saint-Robert partie depuis cette date du canton d'Ayen. Dans le cadre du redécoupage cantonal de 2014 en France, cette circonscription administrative territoriale a disparu, et le canton n'est plus qu'une circonscription électorale.

#### Rattachements électoraux
Pour les élections départementales, la commune fait partie depuis 2014 du canton de l'Yssandonnais
Pour l'élection des députés, elle fait partie de la deuxième circonscription de la Corrèze.

### Intercommunalité
Saint-Robert était membre de la communauté de communes du Pays de l'Yssandonnais, un établissement public de coopération intercommunale (EPCI) à fiscalité propre créé en 2000 sous le nom de communauté de communes du bassin d'Objat et auquel la commune avait transféré un certain nombre de ses compétences, dans les conditions déterminées par le code général des collectivités territoriales.
Conformément aux prescriptions de la loi de réforme des collectivités territoriales du 16 décembre 2010, qui a prévu le renforcement et la simplification des intercommunalités et la constitution de structures intercommunales de grande taille, cette intercommunalité a fusionné avec ses voisines pour former, le 1er janvier 2014, la communauté d'agglomération du Bassin de Brive, dont est désormais membre la commune.

### Liste des maires
| Période                                  | Période                     | Identité                | Étiquette | Qualité                             |
| ---------------------------------------- | --------------------------- | ----------------------- | --------- | ----------------------------------- |
| Les données manquantes sont à compléter. |                             |                         |           |                                     |
|                                          |                             |                         |           |                                     |
| mars 2001                                | avril 2014                  | Jean-Louis Descomps     |           |                                     |
| avril 2014                               | septembre 2014              | Francis Lafourcade      |           | Démissionnaire                      |
| septembre 2014                           | septembre 2014              | Francis Lafourcade      |           | Démissionnaire                      |
| septembre 2014                           | mai 2020                    | Michel Lesecq           |           |                                     |
| mai 2020                                 | juin 2022                   | Philippe René Hampikian |           | Ingénieur décédé en cours de mandat |
| septembre 2022                           | En cours (au 1er juin 2023) | M. Claude Achard        |           | Employé retraité                    |

### Distinctions et labels
Saint-Robert est classé parmi les plus beaux villages de France depuis 1982. C'est l'un des six ainsi référencés en Corrèze.

### Jumelages
Oberreichenbach (Allemagne).

## Population et société

### Démographie
L'évolution du nombre d'habitants est connue à travers les recensements de la population effectués dans la commune depuis 1793. Pour les communes de moins de 10 000 habitants, une enquête de recensement portant sur toute la population est réalisée tous les cinq ans, les populations de référence des années intermédiaires étant quant à elles estimées par interpolation ou extrapolation. Pour la commune, le premier recensement exhaustif entrant dans le cadre du nouveau dispositif a été réalisé en 2007.

En 2022, la commune comptait 294 habitants, en évolution de −5,77 % par rapport à 2016 (Corrèze : −0,59 %, France hors Mayotte : +2,11 %).
| 1793 | 1800 | 1806 | 1821 | 1831 | 1836 | 1841 | 1846 | 1851 |
| ---- | ---- | ---- | ---- | ---- | ---- | ---- | ---- | ---- |
| 475  | 495  | 595  | 514  | 624  | 680  | 635  | 631  | 619  |

| 1856 | 1861 | 1866 | 1872 | 1876 | 1881 | 1886 | 1891 | 1896 |
| ---- | ---- | ---- | ---- | ---- | ---- | ---- | ---- | ---- |
| 645  | 626  | 614  | 551  | 602  | 581  | 576  | 564  | 602  |

| 1901 | 1906 | 1911 | 1921 | 1926 | 1931 | 1936 | 1946 | 1954 |
| ---- | ---- | ---- | ---- | ---- | ---- | ---- | ---- | ---- |
| 562  | 579  | 548  | 465  | 455  | 470  | 468  | 435  | 391  |

| 1962 | 1968 | 1975 | 1982 | 1990 | 1999 | 2006 | 2007 | 2012 |
| ---- | ---- | ---- | ---- | ---- | ---- | ---- | ---- | ---- |
| 367  | 343  | 353  | 371  | 331  | 334  | 340  | 341  | 333  |

| 2017 | 2022 | - | - | - | - | - | - | - |
| ---- | ---- | - | - | - | - | - | - | - |
| 301  | 294  | - | - | - | - | - | - | - |

### Manifestations culturelles et festivités
Saint-Robert organise depuis 1972 un festival de musique classique, l'Été musical de Saint-Robert,, qui est le plus ancien festival de la région et l'un des plus anciens du Sud-Ouest de la France[réf. nécessaire].
Musique de chambre, musique vocale, récitals et musiques du monde se croisent chaque été dans l'un des « plus beaux villages de France », situé à l'orée du Périgord.

## Culture locale et patrimoine

### Lieux et monuments
On peut signaler :
- Église Saint-Robert du XIIe siècle, Christ espagnol du XIIe siècle, classé monument historique. L'édifice a été classé au titre des monuments historiques en 1862[31].

L'église Saint-Robert
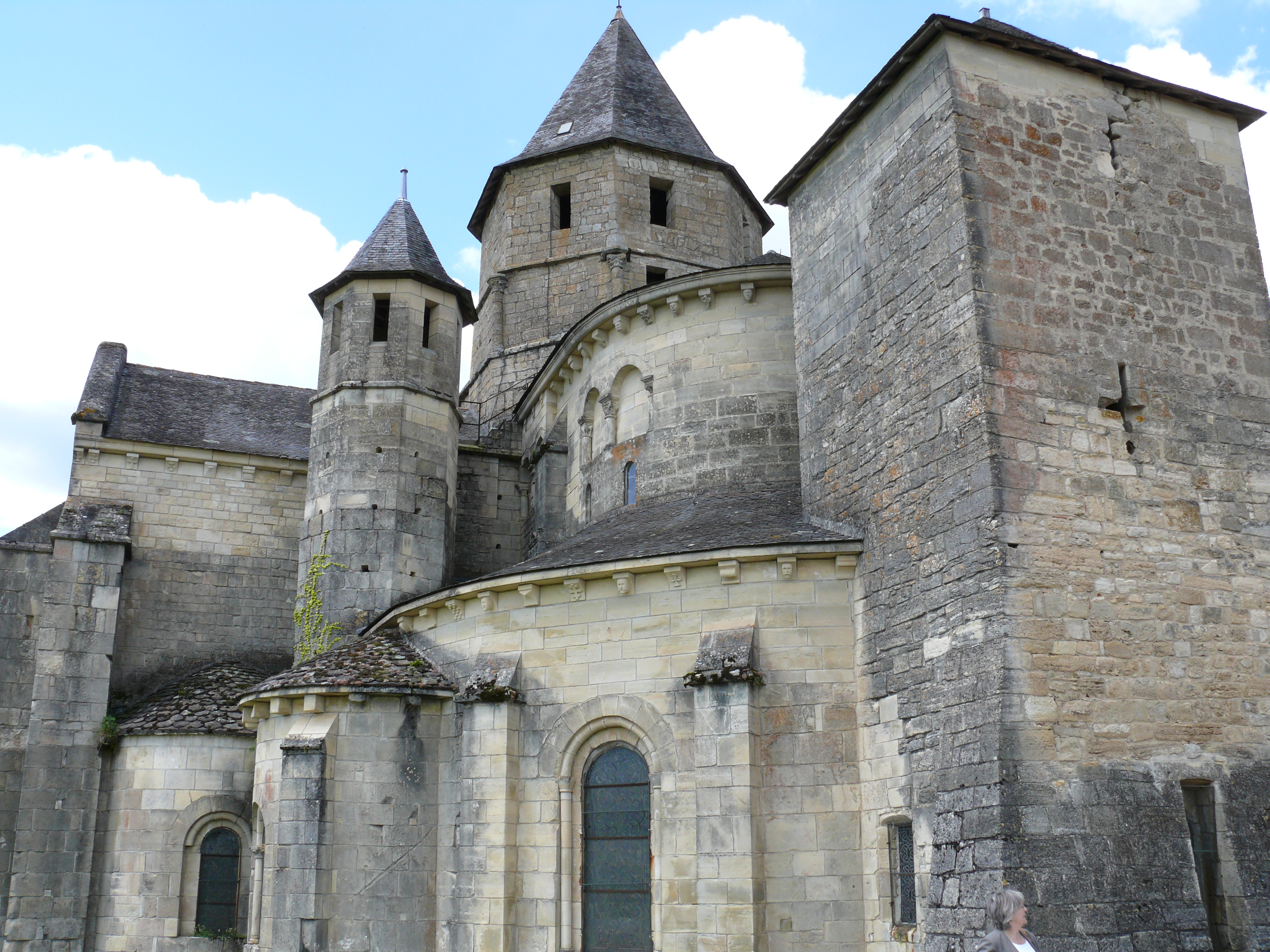
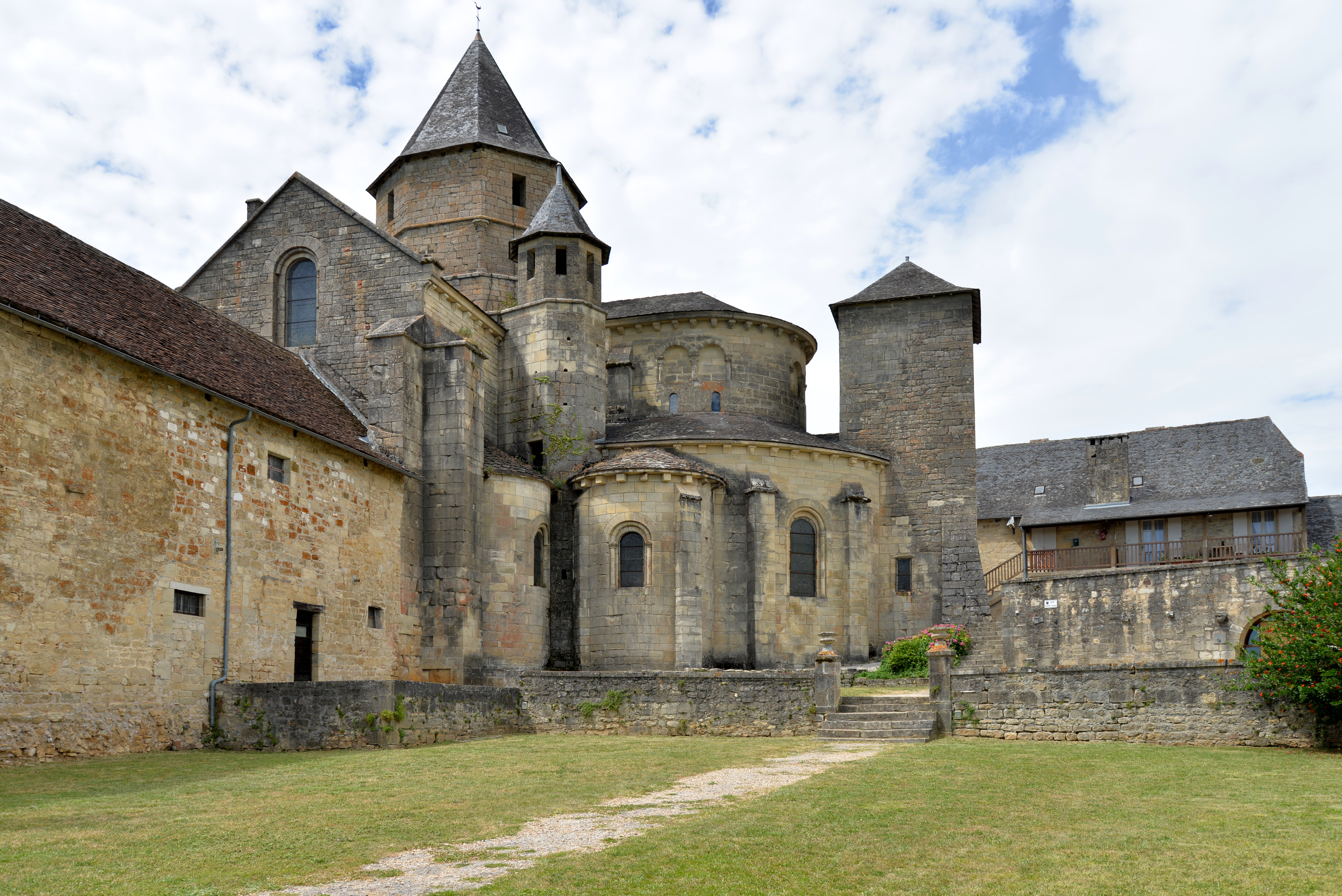
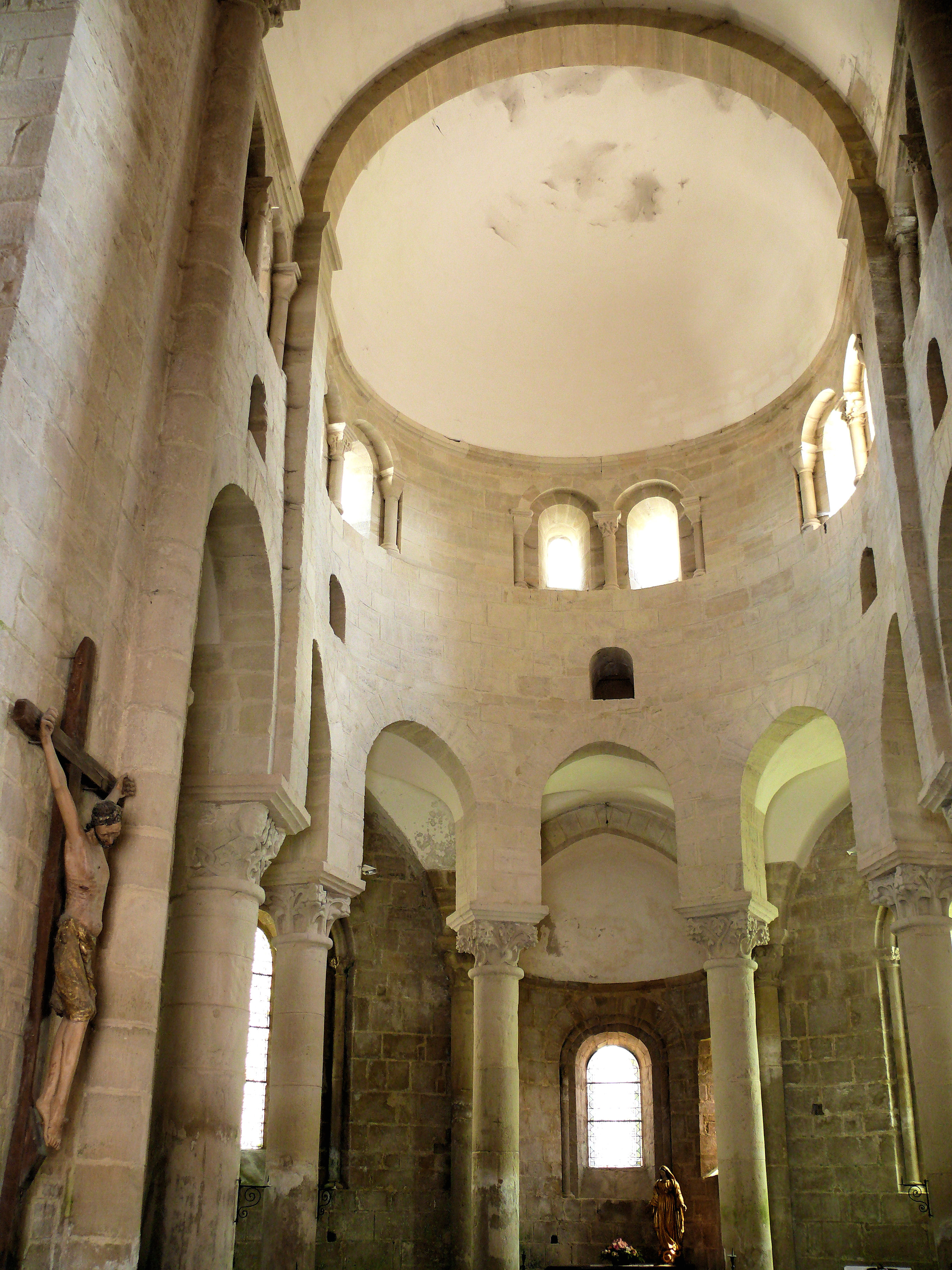
Le chœur
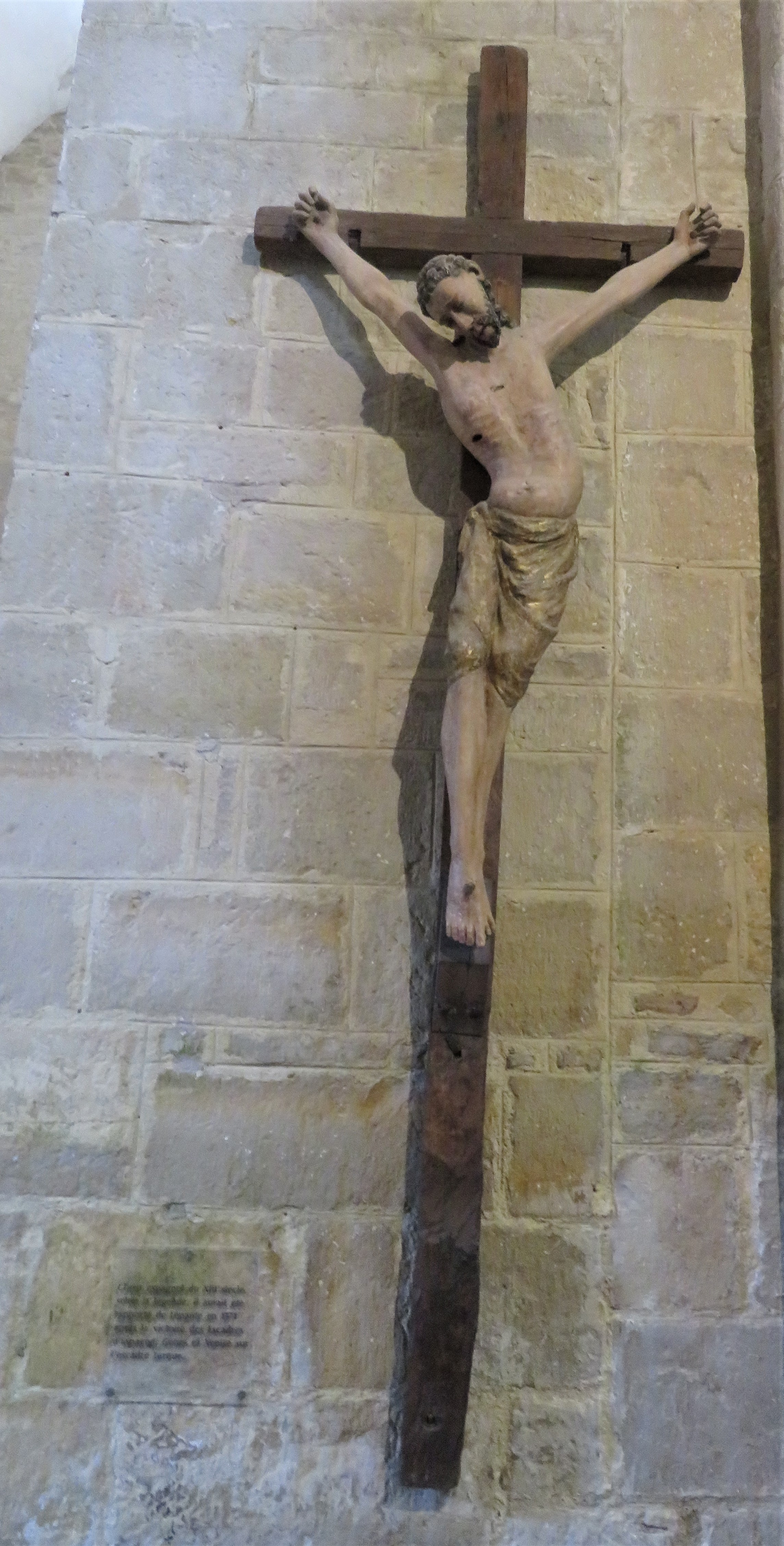
Christ espagnol du XIIe siècle
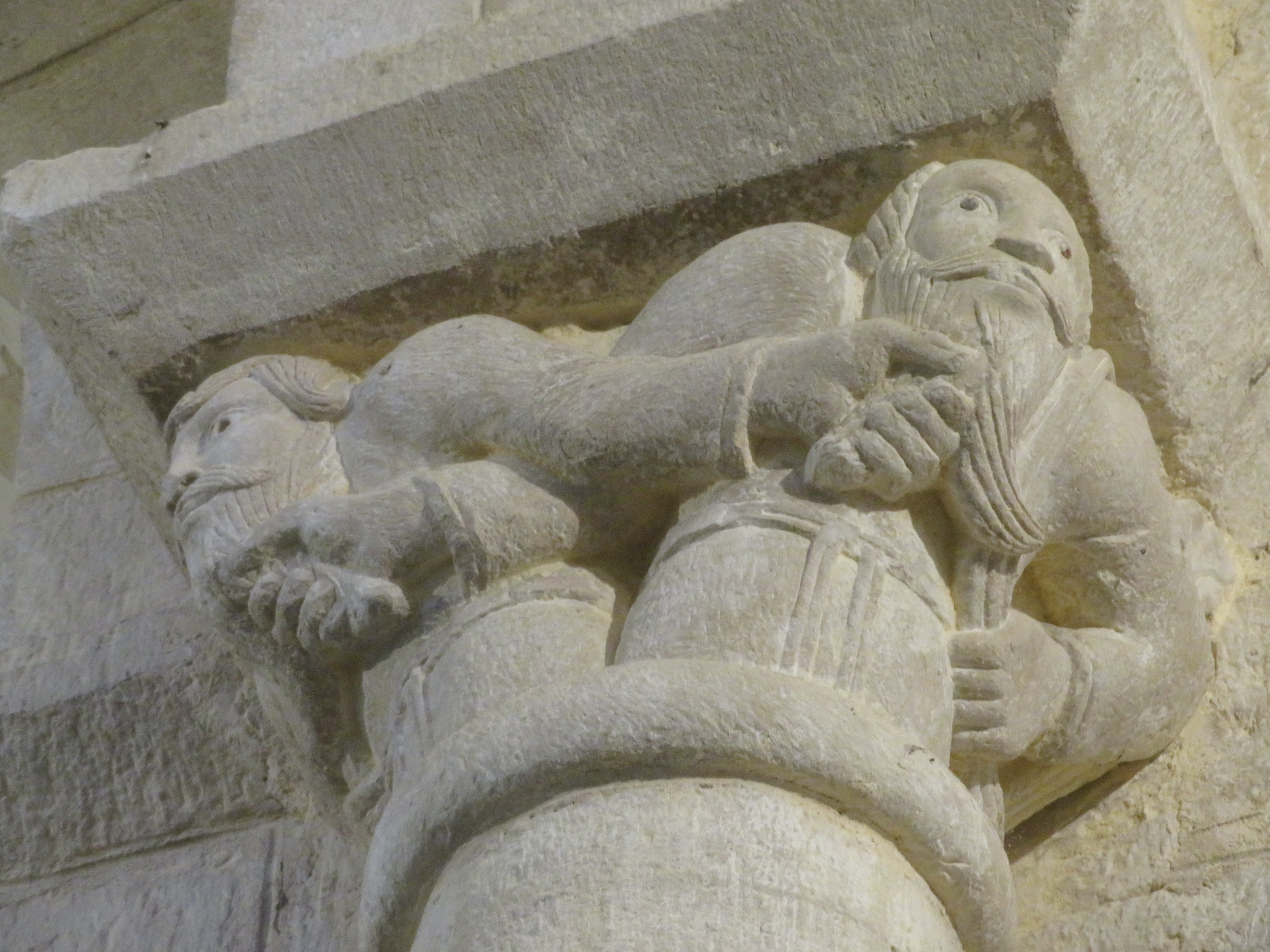
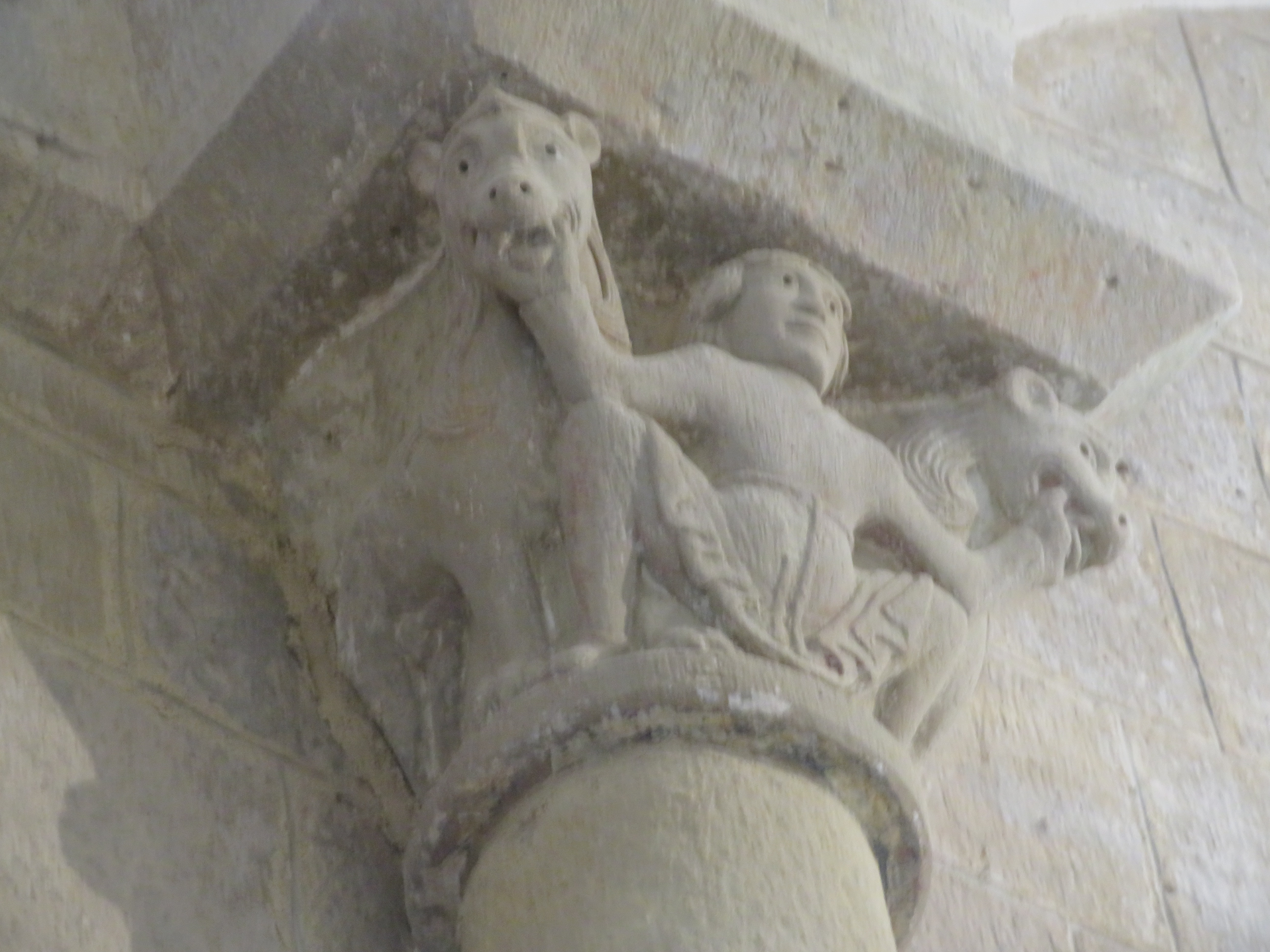

- Croix en fer forgé, également classée monument historique.
- Château Beauroire.
- Château d'Aragon.
- Pavillon de Noailles.
- Chapelle du château Verneuil (XVIe siècle).
- Demeure Verneuil attenante à la porte de la ville datant du XIIe siècle. Le château est la propriété des Verneuil depuis 1471. Il est donné aux Noailles en 1695 et vendu aux Damarzit en 1796.
- Échoppes du Moyen Âge.
- Maison Seguin amputée et remaniée au XIXe siècle autour d'un escalier du XVIIe siècle.
- En contrebas du village se trouve le lieu-dit de Saint-Maurice qui abrite une fontaine miraculeuse faisant l'objet d'un pèlerinage annuel le 15 août[25].

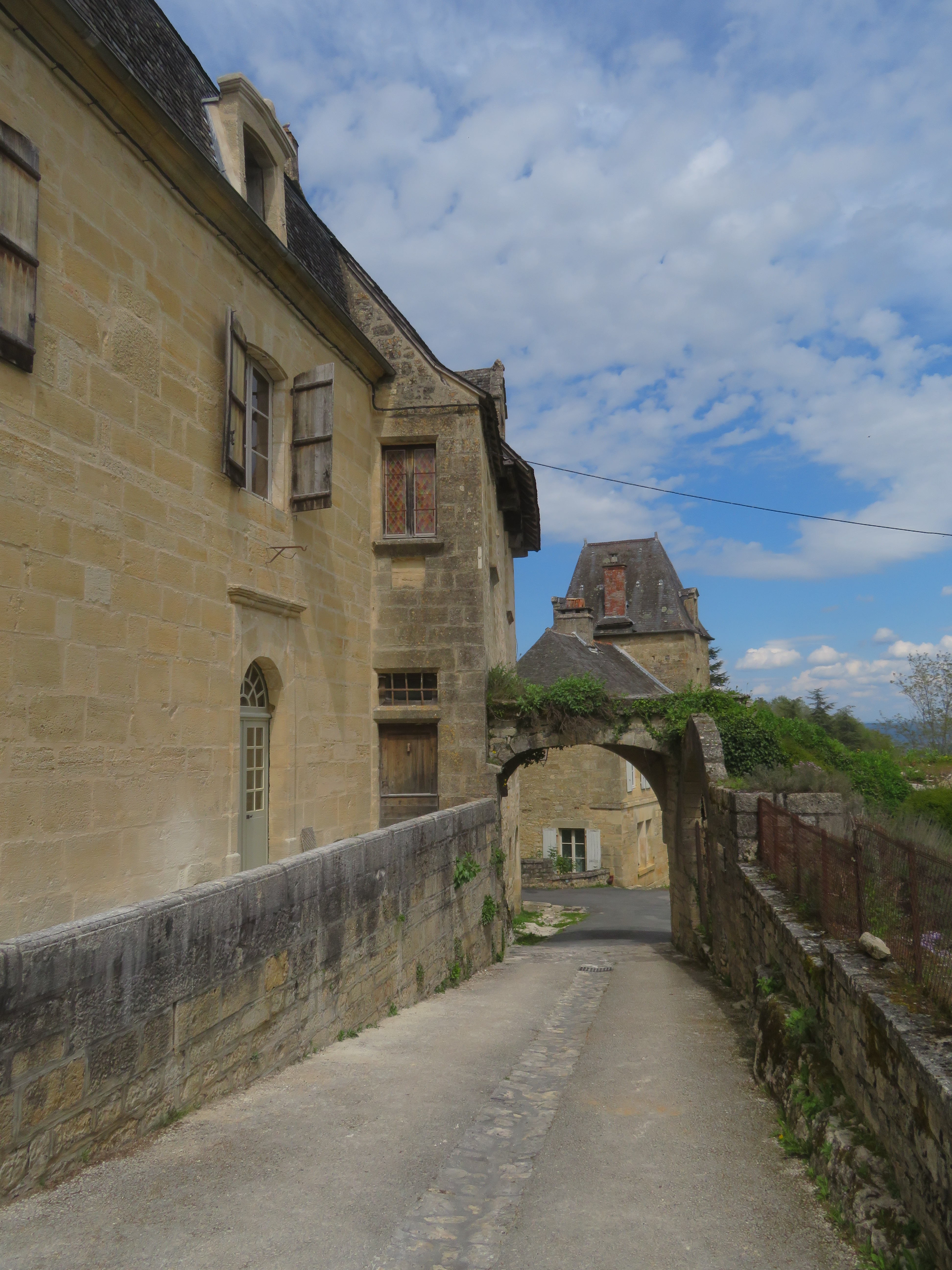
Maison du XVIe siècle et ancienne porte de ville.
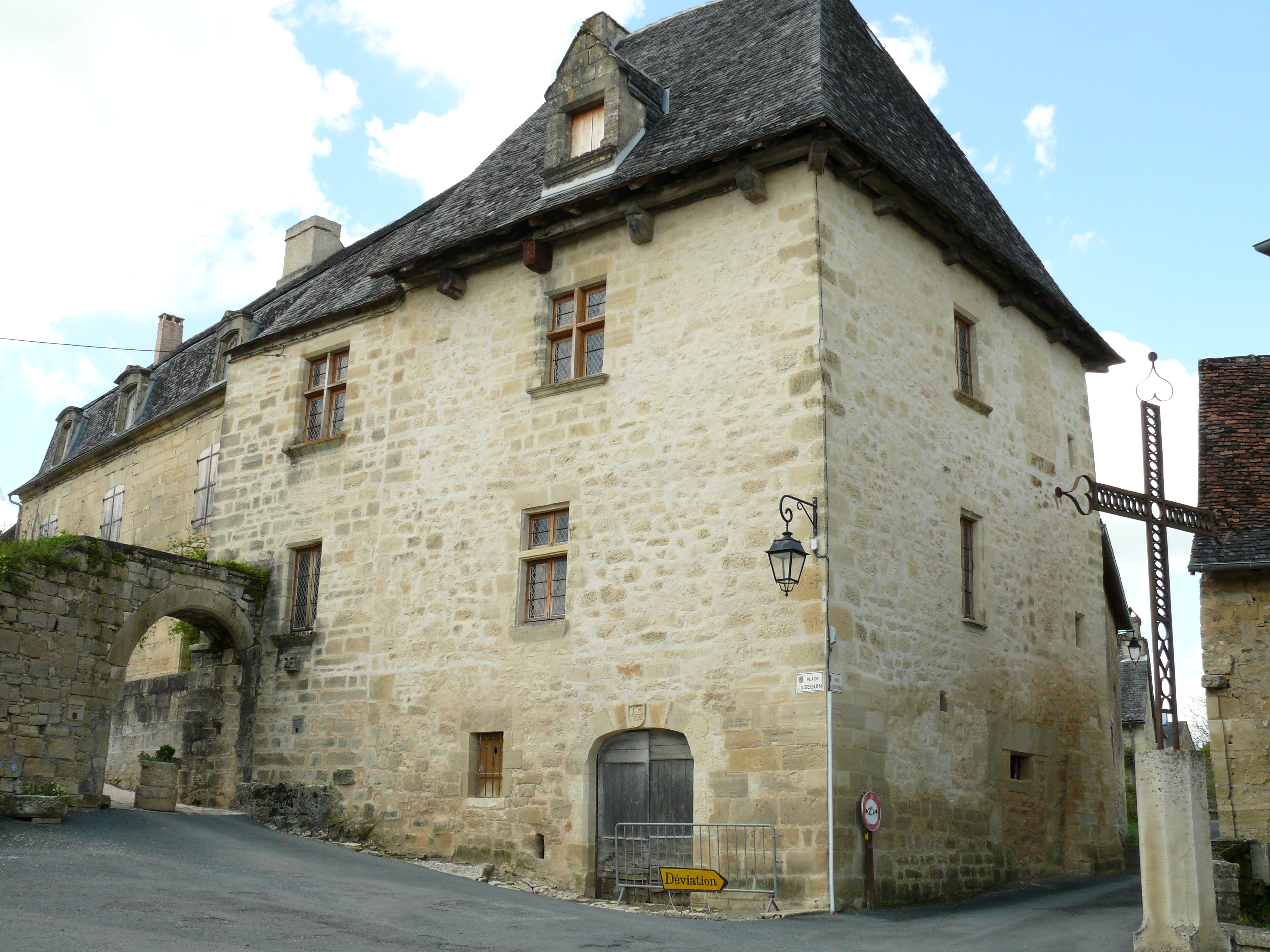
Château Verneuil.
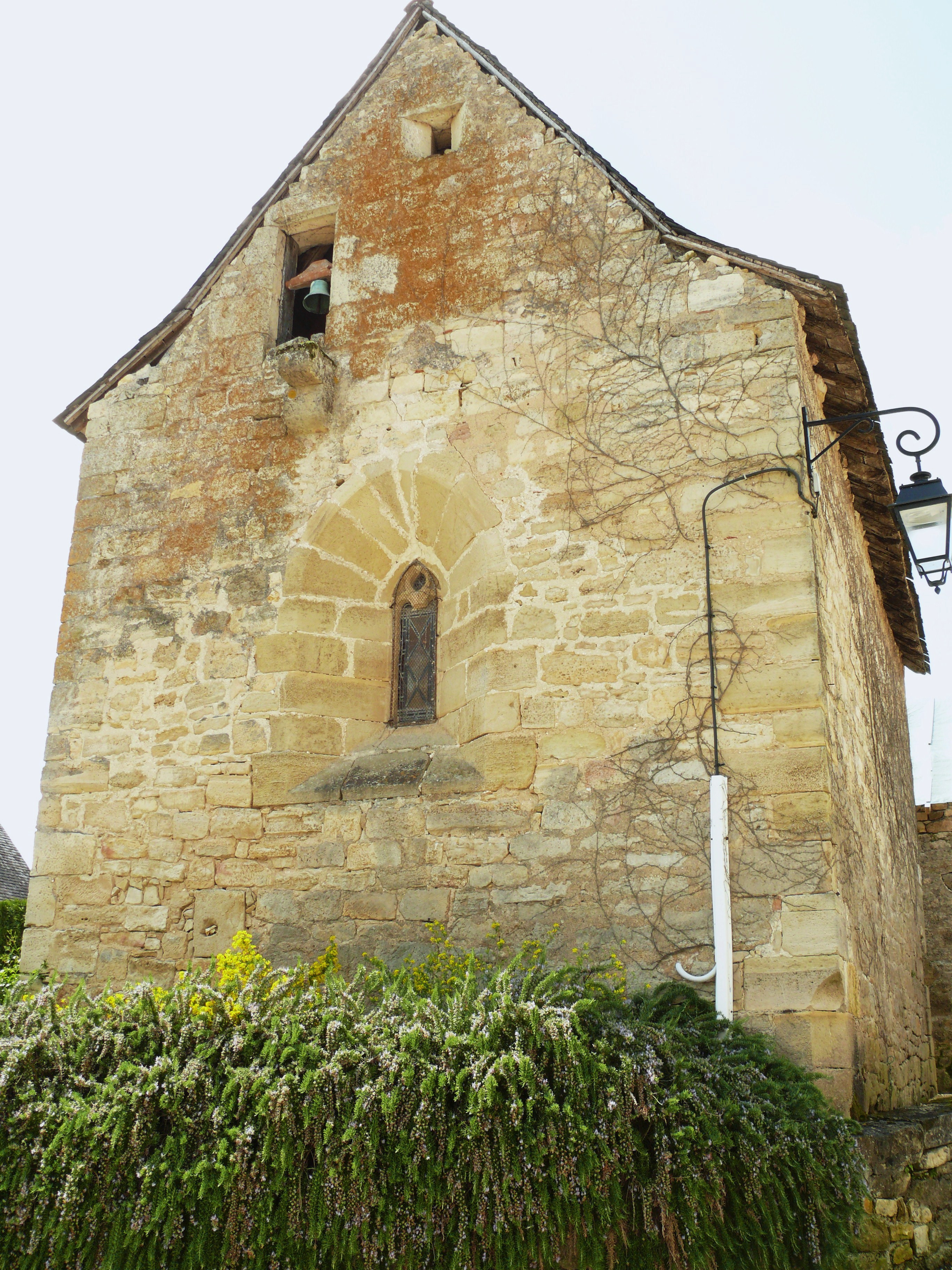
Chapelle du château Verneuil.
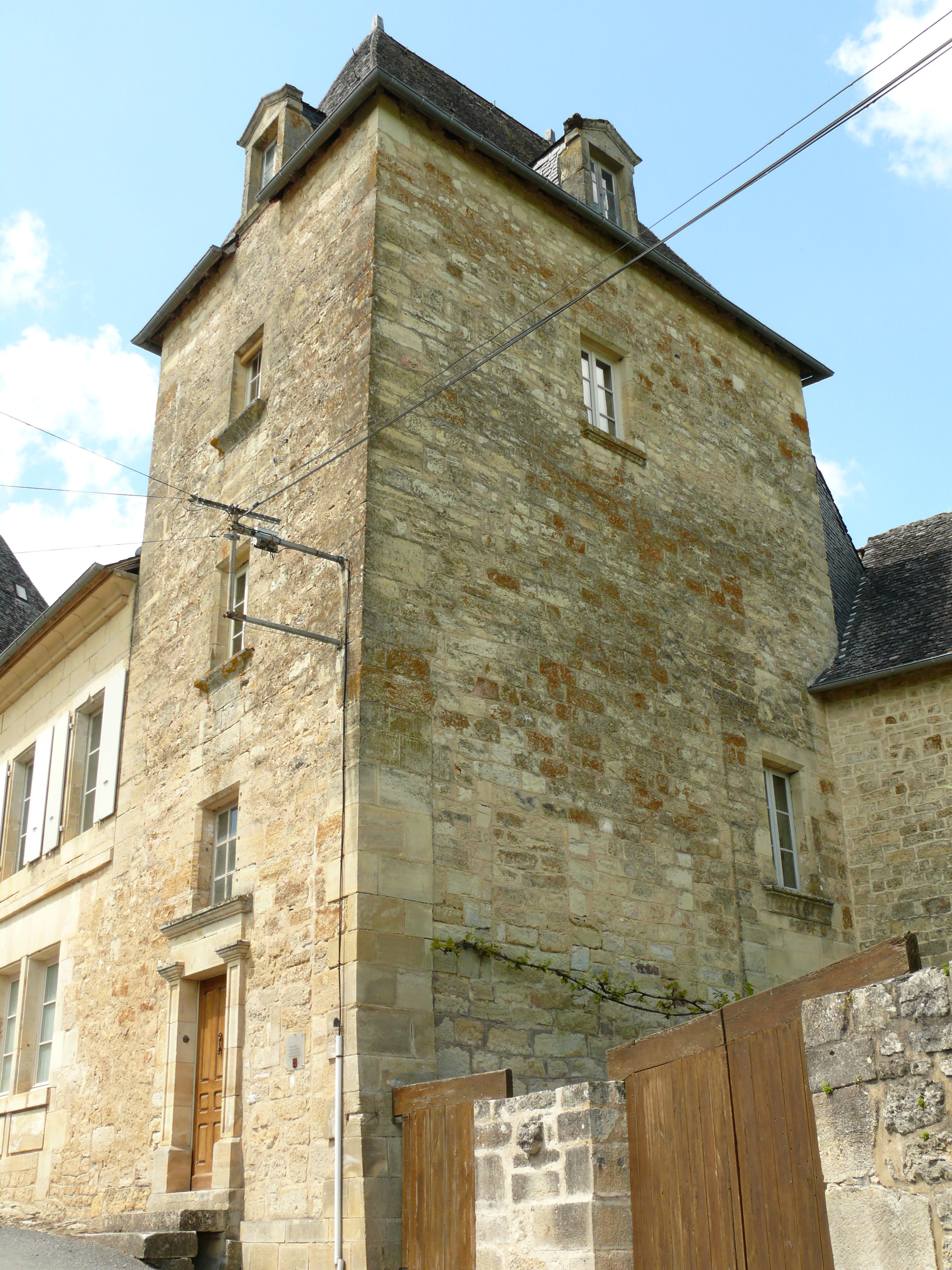
Maison Seguin.
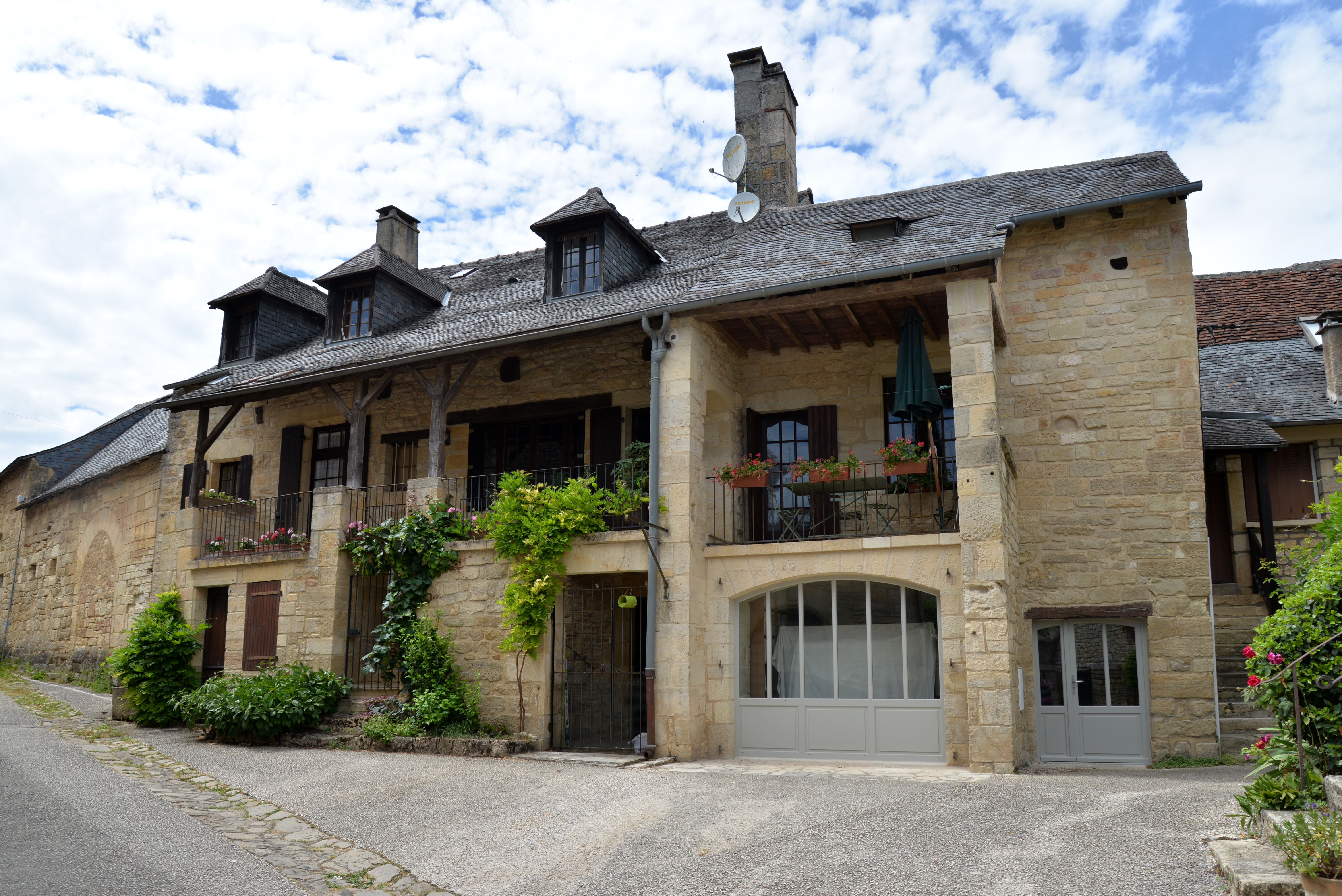

### Personnalités liées à la commune
- Pierre Bourzat (1800-1868), homme politique français, ami de Victor Hugo, était originaire de Saint-Robert.
- Henri-Pierre Roché (1879-1959), écrivain français, de profession marchand d'art, critique et, à l'occasion, journaliste, auteur de Jules et Jim, roman rendu célèbre par l'adaptation à l'écran de François Truffaut, a longtemps vécu à Saint-Robert.

### Héraldique
| Blason de Saint-Robert | Blason  | Écartelé : de sable au lion d'or et de gueules à la tour d'or maçonnée de sable. |
| Blason de Saint-Robert | Détails | Le statut officiel du blason reste à déterminer.                                 |

### Saint-Robert dans les arts et la culture
À Saint-Robert est tournée en 1984 la majorité des scènes de la série télévisée Des grives aux loups réalisée par Philippe Monnier qui rendit le village célèbre, sous le nom de Saint-Libéral. Cette série de six épisodes de 52 minutes fut tirée d'un roman de Claude Michelet.

## Pour approfondir